# オー・マーシー
『オー・マーシー』（Oh Mercy）は、1989年にリリースされたボブ・ディラン26枚目のスタジオ・アルバム。ビルボード200チャートで最高30位、全英アルバム・チャートで6位を記録した。RIAAによりゴールド・ディスクに認定されている。

## 解説
U2のプロデュースをしていたダニエル・ラノワをボノから紹介され、ディランはこのアルバムのプロデューサーにラノワを起用した。当時ラノワはネヴィル・ブラザーズのアルバム『イエロー・ムーン』（1989年）のプロデュースを担当しており（アルバムにはディランの曲「ホリス・ブラウンのバラッド」と「神が味方」のカバーが収録されている）、バック・ミュージシャンにもシリル・ネヴィル及びネヴィル・ブラザーズのサポート・メンバーを起用、全編ニュー・オリンズでレコーディングが行われた。アルバム・タイトルは当初『エヴリシング・イズ・ブロークン』で8月にリリースされる予定だったが、最終段階で『オー・マーシー』に変更された。

ジャケットは、ニューヨーク9番街53番通りにあるヘルズ・キッチンの壁にストリート・アーティストのトロツキーによって描かれた絵である。

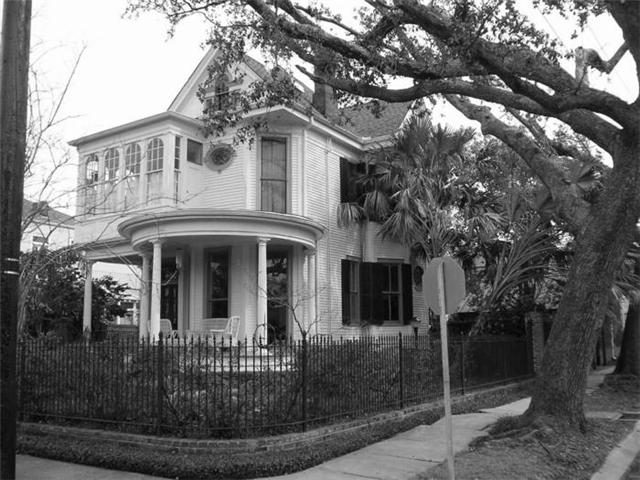
レコーディングが行われた家
ニュー・オリンズ Soniat ストリート1305番地

## 収録曲
全曲ボブ・ディラン作詞・作曲
1. ポリティカル・ワールド - Political World – 3:43
2. 涙零れて - Where Teardrops Fall – 2:30
3. エヴリシング・イズ・ブロークン - Everything Is Broken – 3:12
4. 鐘を鳴らせ - Ring Them Bells – 3:00
5. 黒いコートの男 - Man in the Long Black Coat – 4:30
6. モスト・オブ・ザ・タイム - Most of the Time – 5:02
7. ホワット・グッド・アム・アイ？ - What Good Am I? – 4:45
8. 自惚れの病 - Disease of Conceit – 3:41
9. お前の欲しいもの - What Was It You Wanted – 5:02
10. シューティング・スター - Shooting Star – 3:12

## アウトテイク
「シリーズ・オブ・ドリームズ」は、新たにオーケストレーションを重ね『ブートレッグ・シリーズ第1〜3集』（1991年）と『グレーテスト・ヒット第3集』（1994年）に収録。
「ディグニティ」は、ラノワがプロデュースしたものに大幅なオーバーダブとリミックスを施したものが『グレーテスト・ヒット第3集』に収録。テレビ・ドラマ『Touched by an Angel』（1997年）に「ディグニティ」オリジナル・ラノワ・プロデュースが挿入歌として使用され、サウンドトラック盤や『ザ・ベスト・オブ・ボブ・ディラン VOL.2』（2000年）、『DYLAN』（2007年）に収録された。『テル・テイル・サインズ（ブートレッグ・シリーズ第8集）』（2008年）に、ピアノによるデモ・バージョンが収録されている。
「エヴリシング・イズ・ブロークン」のオリジナル・バージョンである "Broken Days/Three of Us" がiTunesのダウンロードでのみ短期間だけリリースされたことがある。2008年に、より良好な音源からリマスターされ『テル・テイル・サインズ（ブートレッグ・シリーズ第8集）』で再リリースされている。
『テル・テイル・サインズ（ブートレッグ・シリーズ第8集）』には他にも「モスト・オブ・ザ・タイム（オルタネイト・テイク）」、「エヴリシング・イズ・ブロークン（オルタネイト・テイク）」、「ボーン・イン・タイム」、「ゴッド・ノウズ」などが収録されている。「ボーン・イン・タイム」と「ゴッド・ノウズ」は書き直され、次アルバム『アンダー・ザ・レッド・スカイ』（1990年）に収録された。
「モスト・オブ・ザ・タイム(Alternate)」は1990年Don Wasプロデュースによりプロモシングルとして発表。

## パーソネル

### 参加ミュージシャン
- ボブ・ディラン - ボーカル、ギター、ピアノ、ハーモニカ、12弦ギター、オルガン
- ダニエル・ラノワ - ドブロ、ラップ・スティール、ギター、オムニコード (tracks 1, 2, 3, 4, 5, 6, 7, 9, 10)
- メイスン・ラフナー(Mason Ruffner) - ギター (tracks 1, 8, 9)
- ブライアン・ストールツ(Brian Stoltz)（ネヴィル・ブラザーズ） – ギター (tracks 1, 3, 8, 10)
- トニー・ホール(Tony Hall)（ネヴィル・ブラザーズ） – ベース (tracks 1, 3, 6, 8, 10)
- シリル・ネヴィル（ネヴィル・ブラザーズ） - パーカッション (tracks 1, 6, 9)
- ウイリー・グリーン(Willie Green)（ネヴィル・ブラザーズ） - ドラムス (tracks 1, 3, 6, 8, 9, 10)
- Paul Synegal – ギター (track 2)
- Larry Jolivet – ベース (track 2)
- Alton Rubin, Jr. – ウォッシュボード (track 2)
- John Hart – サキソフォン (track 2)
- Rockin' Dopsie – アコーディオン (track 2)
- Malcolm Burn – タンバリン、キーボード、mercy keys、ベース (tracks 3, 4, 5, 6, 7, 9)
- Daryl Johnson  – パーカッション (track 3)

### 制作スタッフ
- ダニエル・ラノワ – プロデューサー
- Malcolm Burn、Mark Howard – レコーディング
- Malcolm Burn、ダニエル・ラノワ - ミキシング
- Mark Howard – スタジオ機材設置
- Greg Calbi（ニューヨーク、Sterling Sound） – マスタリング

## リリース
日本
| 日付           | レーベル  | フォーマット | カタログ番号 | 付記                                           |
| -------------- | --------- | ------------ | ------------ | ---------------------------------------------- |
| 1989年10月19日 | CBSソニー | CD           | CSCS-5058    |                                                |
| 2003年12月17日 | ソニー    | SACD HYBRID  | MHCP-10015   |                                                |
| 2004年9月23日  | ソニー    | CD           | MHCP-382     | デジタル・リマスター、紙ジャケ、完全生産限定盤 |
| 2005年9月21日  | ソニー    | CD           | MHCP-816     | 2003年デジタル・リマスター                     |